# Heart of Lions
Heart of Lions is een Ghanese voetbalclub uit de stad Kpandu. De club werd in 2002 opgericht en speelde één jaar later al in de hoogste klasse. De club werd al vierde in 2005 en 2007.

## Bekende spelers
- Ibrahim Sulemana
- Samuel Yeboah
- Dominic Adiyiah
- John Boye

Aduana Stars · 
Asante Kotoko · 
Ashanti Gold · 
Bechem United · 
Berekum Chelsea · 
Bolga All Stars · 
Dreams FC · 
Ebusua Dwarfs · 
Elmina Sharks · 
Great Olympics · 
Hearts of Oak · 
Inter Allies · 
Liberty Professionals · 
Medeama · 
WA All Stars · 
WAFA SC